# Peyrusse-Grande
Peyrusse-Grande är en kommun i departementet Gers i regionen Occitanien i sydvästra Frankrike. Kommunen ligger i kantonen Montesquiou som tillhör arrondissementet Mirande. År 2022 hade Peyrusse-Grande 149 invånare.

## Befolkningsutveckling
Antalet invånare i kommunen Peyrusse-Grande
Referens:INSEE